# Stunde der Bewährung
Stunde der Bewährung (Originaltitel: Straight Time) ist ein US-amerikanischer Spielfilm von Regisseur Ulu Grosbard aus dem Jahr 1978. Geschildert wird die Geschichte eines auf Bewährung entlassenen Ex-Sträflings, der sich zwar bemüht, diesmal ehrlich zu bleiben, aber nach ersten Anfangserfolgen schnell wieder auf die schiefe Bahn gerät, teils durch äußere Einflüsse, teils durch eigene Unfähigkeit.
Der pessimistische Film, in dem Stars der 1970er-Jahre wie Dustin Hoffman, Theresa Russell und Harry Dean Stanton die Hauptrollen spielen, ist die Verfilmung des autobiografisch gefärbten Romans Wilder als ein Tier (No Beast So Fierce, 1973) von Edward Bunker.

## Handlung
Max Dembo, ein junger Mann Anfang 30, hat wegen bewaffnetem Diebstahl sechs Jahre im Gefängnis gesessen und wird nun auf Bewährung entlassen. Sein strenger, misstrauischer Bewährungshelfer Earl Frank macht ihm schnell klar, dass er ihm unbedingten Gehorsam zu leisten hat. Max verspricht, sich zu fügen, und mietet weisungsgemäß ein billiges Zimmer.
Max meldet sich beim Arbeitsamt von Los Angeles. Die attraktive junge Mitarbeiterin Jenny Mercer vermittelt ihm einen Job als einfacher Handlanger in einer Fabrik. Max schlägt ihr vor, zusammen essen zu gehen. Später besucht er seinen alten Freund Willy Darin. Dieser kommt mit auf Max’ Zimmer und spritzt sich dort trotz Max’ Warnung Heroin.
Am nächsten Tag tritt Max seinen neuen Job an. Als er fertig ist, ruft er Jenny an und lädt sie zum Essen ein. Max muss sich beim Bezahlen von ihr Geld leihen und nutzt dies für eine weitere Verabredung am nächsten Abend. Er lässt sich das Geld von ihr verstohlen unter dem Tisch geben und berührt dabei ihre Hand.
Als Max tags darauf von der Arbeit heim kommt und sich eigentlich nur für das Treffen mit Jenny umziehen will, findet er seinen Bewährungshelfer Earl Frank in der Wohnung vor. Frank will Max’ Lebenswandel kontrollieren, findet von Willy Darin vergessene Streichhölzer und verdächtigt Max sofort, gefixt zu haben. Den Beteuerungen seines Klienten glaubt Frank nicht, er fesselt ihn mit Handschellen und lässt ihn verhaften.
Obwohl Max’ Drogentest sich als negativ erweist, muss er eine Woche im Gefängnis warten. Als Frank den zunehmend frustrierten Max aus dem Gefängnis holt, entschuldigt er sich, dass er zu viel zu tun gehabt habe. Zum Ausgleich will er Max nach Hause fahren, bedrängt ihn aber nun, den Namen des Fixers zu verraten. Da platzt Max der Kragen, er fällt im fahrenden Wagen über Frank her, ohrfeigt ihn, rammt ihm den Ellbogen ins Gesicht und in den Brustkorb. Max fesselt den Bewährungshelfer mit seinen eigenen Handschellen an einen Zaun auf dem Mittelstreifen der Autobahn und zieht ihm Hose und Unterwäsche herunter, fährt mit seinem Wagen davon. Frank bleibt halbnackt, schimpfend und schreiend zurück.
Max muss untertauchen. Er besorgt sich eine Pistole und überfällt damit einen kleinen Laden, um zu Geld zu kommen. Er besucht Jenny. Obwohl er dem Mädchen offen sagt, dass sie sich strafbar macht, nimmt sie ihn bei sich auf und leiht ihm ihr Auto. Max trifft sich mit seinem alten Kumpel Mickey. Mickey erzählt ihm von einer Gelegenheit, eine Pokerrunde zu überfallen, und empfiehlt ihm Jerry Schue als Partner. Max trifft erst im Morgengrauen wieder bei Jenny ein, er kriecht zu ihr ins Bett und sie schlafen miteinander.
In der folgenden Nacht warten Max und Jerry Schue im Auto vor dem Haus, in dem die Pokerrunde stattfindet, auf Max’ Bekannten Manny. Manny kommt zu spät und ohne eine versprochene Schrotflinte. Max fällt prügelnd über ihn her; erst der wesentlich vernünftigere Jerry kann ihn zur Räson bringen. Auf dem Heimweg stiehlt Max eine Schrotflinte. Jenny macht sich Sorgen wegen Max’ kriminellen Aktivitäten.
Max und Jerry überfallen mit der nun abgesägten Schrotflinte eine Bank. Max bleibt zu lange in der Bank, aber sie entkommen dennoch und haben viel Geld erbeutet. Später besucht Max mit seiner Freundin einen Juwelierladen, um ihn auszukundschaften. Er überredet den widerstrebenden Jerry, mit ihm diesen Laden auszurauben. Als der Überfall steigen soll, bringt Max überraschend Willy Darin als Fahrer des Fluchtautos mit. Der Juwelierüberfall läuft zunächst nach Plan, aber dann will Max unbedingt eine bestimmte Uhr für Jenny wiederfinden und überzieht erneut die verabredete Zeit. Jerry schreit ihn an, dass es immer dasselbe mit ihm sei und dass dies ihr letzter gemeinsamer Überfall war. Als sie aus dem Laden kommen, ist Willy mit dem Wagen verschwunden und sie müssen zu Fuß vor der Polizei fliehen. Es kommt zu einer Schießerei, bei der Jerry tödlich getroffen wird.
Max kann entkommen und holt Jenny ohne Erklärung von ihrem Arbeitsplatz ab. Sie flüchten mit Jennys Auto. Unter einem Vorwand fährt Max noch bei Willy Darin vorbei. Er macht Willy Vorwürfe wegen der Flucht mit dem Wagen und der Fixerei in seinem Zimmer und beginnt ihn zu verprügeln. Willy kann ihn zunächst beruhigen, wird aber dann von Max hinterrücks erschossen.
Max flüchtet mit Jenny weiter. Im Radio lässt er sie die Meldung über den Überfall und die Schießerei hören. Jenny wird übel, sie schreit Max an. An einer Tankstelle schickt er sie im Bus zurück nach Los Angeles. Sie ist nun doch enttäuscht, dass er sie nicht weiter mitnehmen will, aber Max weist sie ab. Er sagt resigniert „Ich will geschnappt werden“ und fährt in ihrem Auto allein weiter.

## Details
- Schon als Max gerade aus dem Gefängnis entlassen worden ist und an einem Kiosk einen Hotdog isst, „vergisst“ er zu bezahlen. Man kann hier schon ahnen, dass Max, obwohl er sich anfangs wirklich bemüht, „sauber“ zu bleiben, es auf seinem weiteren Weg schwer haben wird. Auch als er Jenny zum Essen einlädt, hat er nicht genug Geld dabei und schlägt ihr, nur halb im Scherz, vor, die Zeche zu prellen.

- Um die Schrotflinte zu stehlen, bricht der wütende Max mit einem Hammer ein Loch in eine massive Ziegelmauer. Als er nach Hause kommt, fragt Jenny besorgt: „Warum bist du so schmutzig?“ Max: „Ich musste eine Mauer durchbrechen.“ Jenny: „Warum?“ Max: „Sie war im Weg.“

- Die letzten Bilder des Films zeigen Max Dembos polizeiliche Verhaftungsfotos von 1972, 1966 und 1954. Letzteres zeigt Hoffman als Teenager. Dies ist offensichtlich eine Anspielung auf die frühe kriminelle „Karriere“ des realen Vorbilds von Max Dembo, Edward Bunker, der einst der jüngste Gefangene von San Quentin war.[1]

- Als die Produktion von Stunde der Bewährung vorbereitet wurde, saß Bunker noch seine letzte Gefängnisstrafe ab. Er spielt im Film die Rolle des Mickey.

## Kritiken
„Brillantes Porträt eines geborenen Verlierers. Glanzleistung von Dustin Hoffman.“

„Trotz der kleineren Mängel ist "Die Stunde der Bewährung" ein absolut sehenswerter Film, mit einer spannenden Handlung, einem interessanten und guten Cast ohne größere Ausfälle. Zum großen Teil absolut sehenswert, wegen Hoffman, ganz klar. Der Film macht vieles richtig und hinterlässt einen zum Glück nicht mit einem Klischee Happy End [...] 8 von 10"“